# Haliclona caminata
Haliclona caminata är en svampdjursart som först beskrevs av Patricia R. Bergquist och Warne 1980.  Haliclona caminata ingår i släktet Haliclona och familjen Chalinidae. Inga underarter finns listade i Catalogue of Life.